# Кінлі Дорджі
Кінлі Дорджі (англ. Kinley Dorji, нар. 30 серпня 1986) — бутанський футболіст, півзахисник клубу «Їдзин».
Також виступав, зокрема, за клуби «Тхімпху», «Транспорт Юнайтед» та «Друк Старз», а також національну збірну Бутану.

## Клубна кар'єра
Народився 30 серпня 1986 року. Вихованець футбольної школи клубу «Тхімпху». Дорослу футбольну кар'єру розпочав 2004 року в основній команді того ж клубу, в якій провів два сезони. 
Своєю грою за цю команду привернув увагу представників тренерського штабу клубу «Транспорт Юнайтед», до складу якого приєднався 2006 року. Відіграв за команду з Тхімпху наступні два сезони своєї ігрової кар'єри.
2009 року уклав контракт з клубом «Друк Старз», у складі якого провів наступні три роки своєї кар'єри гравця. 
До складу клубу «Їдзин» приєднався 2012 року. 

## Виступи за збірну
2005 року дебютував в офіційних матчах у складі національної збірної Бутану. До 2011 року провів за неї 27 матчів.